# Listă de muzee și instituții culturale în orașul New York

## Muzee

### Muzee de artă
- Muzeul Metropolitan de Artă
- Muzeul Solomon R. Guggenheim
- Colecția Frik
- Muzeul de Artă Modernă (MoMA)
- Muzeul Brooklyn

### Muzee de istorie
- Muzeul American de Istorie Naturală New York
- Muzeul Evreiesc
- Muzeul "Casa Mercenarilor"

## Teatre
- Opera Metropolitană
- Teatrul Apollo
- Teatrul New Amsterdam
- Teatrul Lyceum

## Biblioteci
- Biblioteca Metropolitană